# Martin Hrubčík
Martin Hrubčík (* 29. září 1978 Brandýs nad Labem) je bezpečnostní expert a pedagog. Od října 2018 působí jako zastupitel na Praze 9, předseda kontrolního výboru a předseda oblastní organizace ANO pro Prahu 9. V roce 2022 byl zvolen zastupitelem hlavního města Prahy.

## Profesní kariéra
Ve své profesi se věnuje převážně veřejné správě, zejména v manažerských funkcích v oborech krizového řízení, přestupkového a správního řízení. Je koordinátorem prevence kriminality, protidrogové prevence. Od roku 2002 pracuje jako bezpečnostní ředitel na Praze 19. Je tajemníkem bezpečnostní rady a komise městské části Praha 19 a členem dalších poradních orgánů městské části Praha 19, kde v roce 2014 získal v komunálních volbách zastupitelský mandát za hnutí ANO, předsedou přestupkové komise městské části Praha Vinoř a do roku 2018 byl členem bezpečnostní komise Prahy Čakovice, komise Rady hl. m. Prahy pro oblast regulace loterií na území hl. m. Prahy, za jejíhož mandátu ukončilo činnost 212 heren. Do října 2018 byl poradcem ředitele Magistrátu hl. m. Prahy.
Martin Hrubčík žije v Praze, konkrétně v městské části Praze 9, má tři děti.
V roce 2017 zvítězil ve finále 32. ročníku Poháru České republiky v korespondenčním šachu a v roce 2018 se stal mezinárodním mistrem.

## Politické působení
V červnu 2016 byl zvolen předsedou oblastní organizace hnutí ANO na Praze 9, tuto pozici na podzim 2017 obhájil. V roce 2018 v říjnových komunálních volbách byl jako člen stejného hnutí zvolen do Zastupitelstva městské části Praha 9 ve volebním obvodu Prosek. Následně jej zastupitelstvo zvolilo jako uvolněného člena zastupitelstva vykonávajícího funkci předsedy kontrolního výboru.
V doplňovacích volbách do Senátu PČR v dubnu 2019 neúspěšně kandidoval v obvodu č. 24 – Praha 9 za hnutí ANO 2011. Získal 12,46 % hlasů a skončil tak na 4. místě.
V komunálních volbách v roce 2022 byl zvolen za hnutí ANO zastupitelem hlavního města Prahy. Byl také zvolen zastupitelem městské části Praha 9, a to jako lídr kandidátky subjektu „ANO 2011 (s podporou ČSSD)“.